# サクソン人

年代初頭のジュート人（JUTES）、アングル人（ANGLES）、サクソン人（SAXONS）の大ブリテン島南西部への移住

サクソン人またはザクセン人（英: Saxon, 独: Sachsen, 低ザクセン語: Sassen, 低フランク語、蘭: Saksen）は、北ドイツ低地で形成されたゲルマン系の部族である。現在のドイツのニーダーザクセン地方を形成する主体となり、またイングランド人の民族形成の基盤を成した。

## 部族国家ザクセン
それほど古くから存在する部族ではなく、紀元前1世紀に記されたカエサルの「ガリア戦記」や1世紀に記されたタキトゥスの「ゲルマニア」には記録されていない。2世紀中頃に初めて記録に登場し、7世紀末には多くの小部族を吸収して大部族としての成長を遂げ、その間の4世紀後半から5世紀にかけてその一部がアングル人やジュート人とともにブリテン島に渡ってアングロ・サクソン人となった。
ゲルマン諸族のうち、サクソン人やフランク人、アレマン人、バイエルン人のように異なる小部族や異分子を多く吸収して成長したこうした新しい集団では、部族集団の形成期に共通の髪型や武装を共通の帰属概念の指標とした。サクソン人の場合には男性が前頭部を高く剃りあげた。また、部族名の語源になっている片刃の直刀サクスもこうした指標として機能した共通武装と考えられる。
母体となった小部族はホルシュタイン地方南西部に居住していたと考えられるが、大部族に成長したサクソン人はその西隣のエルベ川からエムス川にかけての北ドイツ一帯に広がってフランク王国の東側で勢力を誇った。
北ドイツの大部族のサクソン人、即ちザクセン人はブリテン島に移住した同族やフランク人のように王国は形成せず、エルベ川以北のノルトロイテ(Nordleute)、ヴェーザー川流域のエンゲルン(Engern)、ヴェーザー川東方のオストファーレン(Ostfalen)、西方のヴェストファーレン(Westfalen)の4つの支族の連合体をとっていた。しかし、6世紀後半以降、フランク族との戦いが激しくなると政治的な統合が進み、部族全体に関わる問題を決定する集会をヴェーザー川中流のマルクローで開催するようになり、また部族公の成立もみられた。
宗教面では、フランク人やゴート人と異なり、後にフランク王国に征服されるまでキリスト教を受容せずに伝統的な神々の祭祀を守り続けた。サクソン人社会は貴族、自由民、解放奴隷から構成されたが、他のゲルマン系諸族と異なり、貴族が他身分と通婚を禁じられており、封鎖身分を形成した。

## 起源
フランク人がラテン人と同じトロイア起源論を信奉していたのに対し、ザクセン人はジュート人と同じくスキタイ人が自分達の祖先であると考えていた。

## フランク王国のザクセン
西隣のフランク王国がカロリング朝の下で統一されると、カール大帝は772年から802年にかけてザクセン人征服戦争を起こし、大量殺戮や強制移住によって反抗勢力を壊滅させた上でキリスト教を受容させた。また部族の社会組織自体は温存させた上でザクセン人有力者をグラーフ（Graf）の官職に任じて統治に当たらせた。